# 徐梁
徐 梁（じょ りょう、中国語: 徐梁; 拼音: Xú Liáng; ウェード式: Hsü Liang、1899年3月24日（清光緒25年2月13日） - 1977年（民国66年）6月20日）は、中華民国（台湾）の軍人。字は任之。盛京将軍管轄区奉天府遼陽州の人。

## 事績
遼陽県立中学を経て、南満医学堂予科に入学する。1917年（民国6年）5月に東北陸軍（奉天派）に入隊し、1919年（民国8年）に保定陸軍軍官学校第8期騎兵科に入学した。1922年（民国11年）6月に卒業し、鎮威軍総司令部中尉として配属、まもなく騎兵集団軍司令部上尉を兼ねた。8月、黒竜江軍官養成所少校区隊長に転じる。翌1923年（民国12年）黒竜江省督軍公署少校参謀となった。以後、各職を歴任し、1927年（民国16年）2月、鎮威軍第3・第4方面軍団参謀に就任、1928年（民国17年）5月、東北陸軍騎兵第3旅第9団団長に昇進した。同年中に同旅第6団団長、第9団団長と横滑りしている。
1931年（民国20年）4月、国民革命軍騎兵第31旅第41団団長に任命され、同年9月に中国国民党に加入した。1933年（民国22年）5月、騎兵第3師第1団団長に移り、翌年9月、廬山軍官訓練団第3期で訓練を受けている。1935年（民国24年）8月、騎兵第4師少将副師長に昇進し、翌年6月、第6師副師長に横滑りした。その翌月には長安軍官訓練団第2期第5隊少将隊長となり、9月に第3期少将総隊附となる。12月には西北剿匪総司令部高級参謀に起用され、1937年（民国26年）2月には国民政府軍事委員会委員長西安行営高級参謀となる。6月、江蘇省綏靖公署高級参謀となり、さらに騎兵第3師師長代理となった。8月、陸軍少将位を授与されている。
1941年（民国30年）5月、徐梁は騎兵第2軍中将軍長に昇進、10月には国民党党部特派員を兼任した。1942年（民国31年）春、国民党中央訓練団党政班第20期で訓練を受けている。翌年10月、第15集団軍副総司令に昇進し、1945年（民国34年）3月には陸軍大学校将官班甲級第2期で訓練を受けた。同月、陸軍中将位を授与されている。
日中戦争終結後の1946年（民国35年）に、徐梁は国防部部員となる。1947年（民国36年）9月、東北前線に派遣され、翌月には東北行轅騎兵司令に就任している。1948年（民国37年）2月、遼北省政府主席に起用され、5月には国民政府主席東北行轅政務委員会委員も兼ねた。同年10月、遼瀋戦役の敗北が確定する直前に、徐は飛行機で台湾に逃れている。翌1949年（民国38年）10月、敵後工作委員会委員に任命された。1977年（民国66年）6月20日、台北市にて病没。享年79（満78歳）。

## 注
1. ↑  徐主編（2007）、1197頁による。劉国銘主編（2005）、1953頁は「1899年5月3日（清光緒25年3月24日）」生まれとしており、どちらかが旧暦と新暦を誤ったものと考えられる。仮に徐主編に従う。
2. ↑  徐主編（2007）、1197-1198頁。
3. ↑  劉国銘主編（2005）、1953頁。
4. 1 2 3  徐主編（2007）、1198頁。
5. ↑  劉国銘主編（2005）、1953-1954頁。
6. 1 2  劉国銘主編（2005）、1954頁。